# Radbruch
Radbruch est une municipalité allemande du land de Basse-Saxe et l'Arrondissement de Lunebourg.